# Dänische Badmintonmeisterschaft 1960
Die Dänische Badmintonmeisterschaft 1960 fand in Odense statt. Es war die 30. Austragung der nationalen Titelkämpfe im Badminton in Dänemark.

## Titelträger
| Disziplin    | Sieger                                                   |
| ------------ | -------------------------------------------------------- |
| Herreneinzel | Finn Kobberø, Københavns BK                              |
| Dameneinzel  | Tonny Holst-Christensen, Amager BC                       |
| Herrendoppel | Finn Kobberø Bent Albertsen, Københavns BK               |
| Damendoppel  | Aase Winther Inge Birgit Anker Hansen, Københavns BK     |
| Mixed        | Finn Kobberø, Københavns BK Kirsten Thorndahl, Amager BC |